# Louis Delacenserie

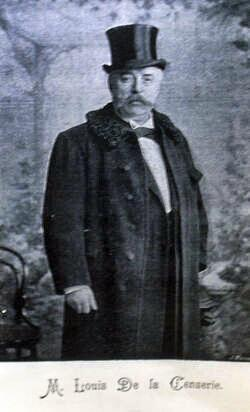
Louis Delacenserie

Louis Joseph Jean Baptiste Delacenserie, (De la Censerie, Delasencerie, Dela Censerie eller Dela Sencerie), född 7 september 1838 i Brygge, död 2 september 1909 i Brygge, var en belgisk arkitekt.
Louis Delacenseries far Louis Delacenserie var en köpman och byggmästare från Tournai. Sonen Louis utbildade sig i arkitektur 1850-57 vid Academie libre de Bruges för Brygges stadsarkitekt Jean-Brunon Rudd (1792–1870) och under studieresor till Paris, Italien och Grekland. 
Efter examen arbetade han hos Gents stadsarkitekt Louis Roelandt, som ritade i neoklassisk stil. Han blev 1870 stadsarkitekt i Brygge, där han ledde många restaureingsprojekt av Brygges byggnader i gotisk stil fram till 1892. Han unsdervisade också på Académie libre de Bruges och blev dess chef 1899.
Louis Delacenserie ritade som en höjdpunkt i sin karriär Antwerpens Centralstation i en eklektisk nyrenässansstil.

## Verk i urval
- Stadshuset i Diksmuide 1877–1900
- Slottet Bloemendale i Beernem 1878
- Provinciaal hof i Brügge
- Nieuw Sint-Janshospitaal i Brügge
- Sint-Petrus-en-Pauluskerk in Ostende 1899–1905
- Posthuvudkontoet i Brügge 1901–05
- Centralstationen i Antwerpen 1895–1905

## Fotogalleri

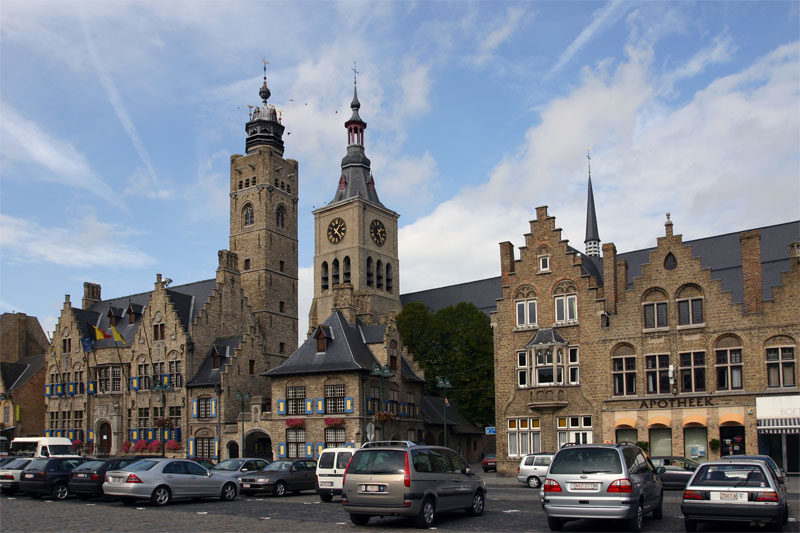
Stadshuset i Diksmuide
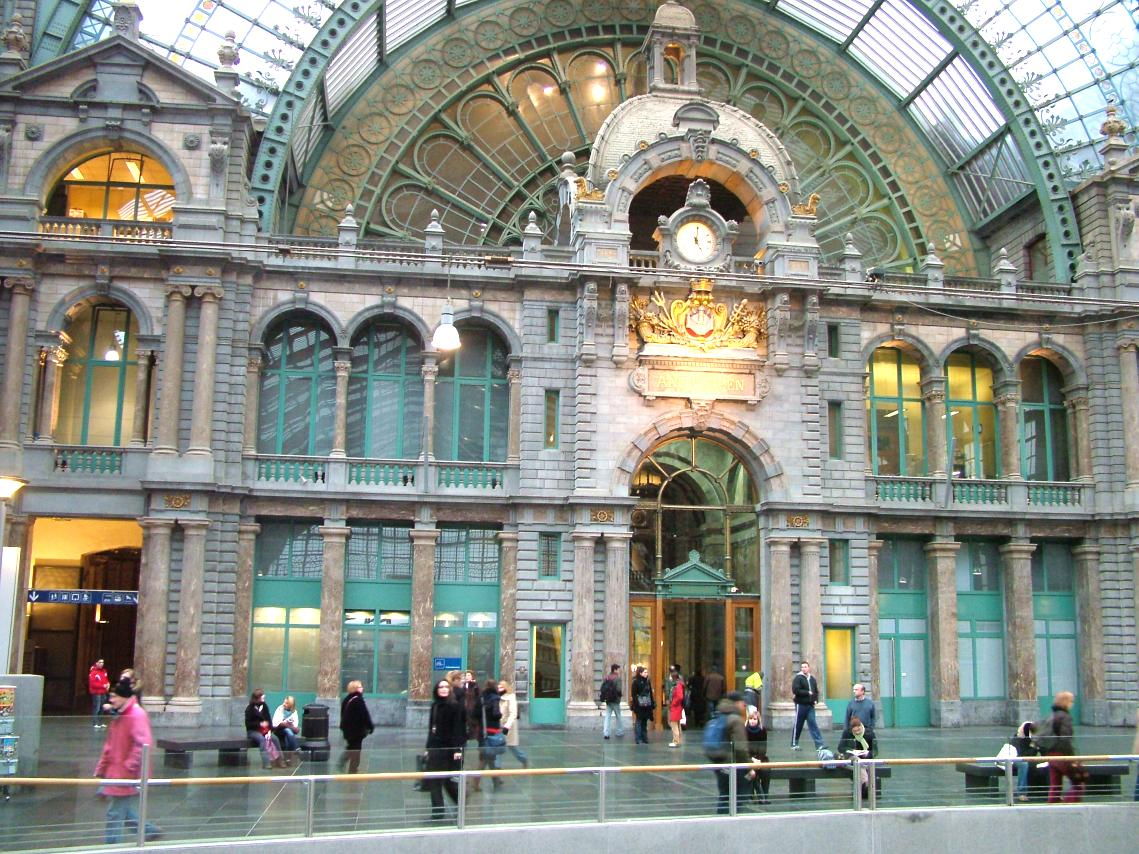
Ankomsthallen i Antwerpens Centralstation
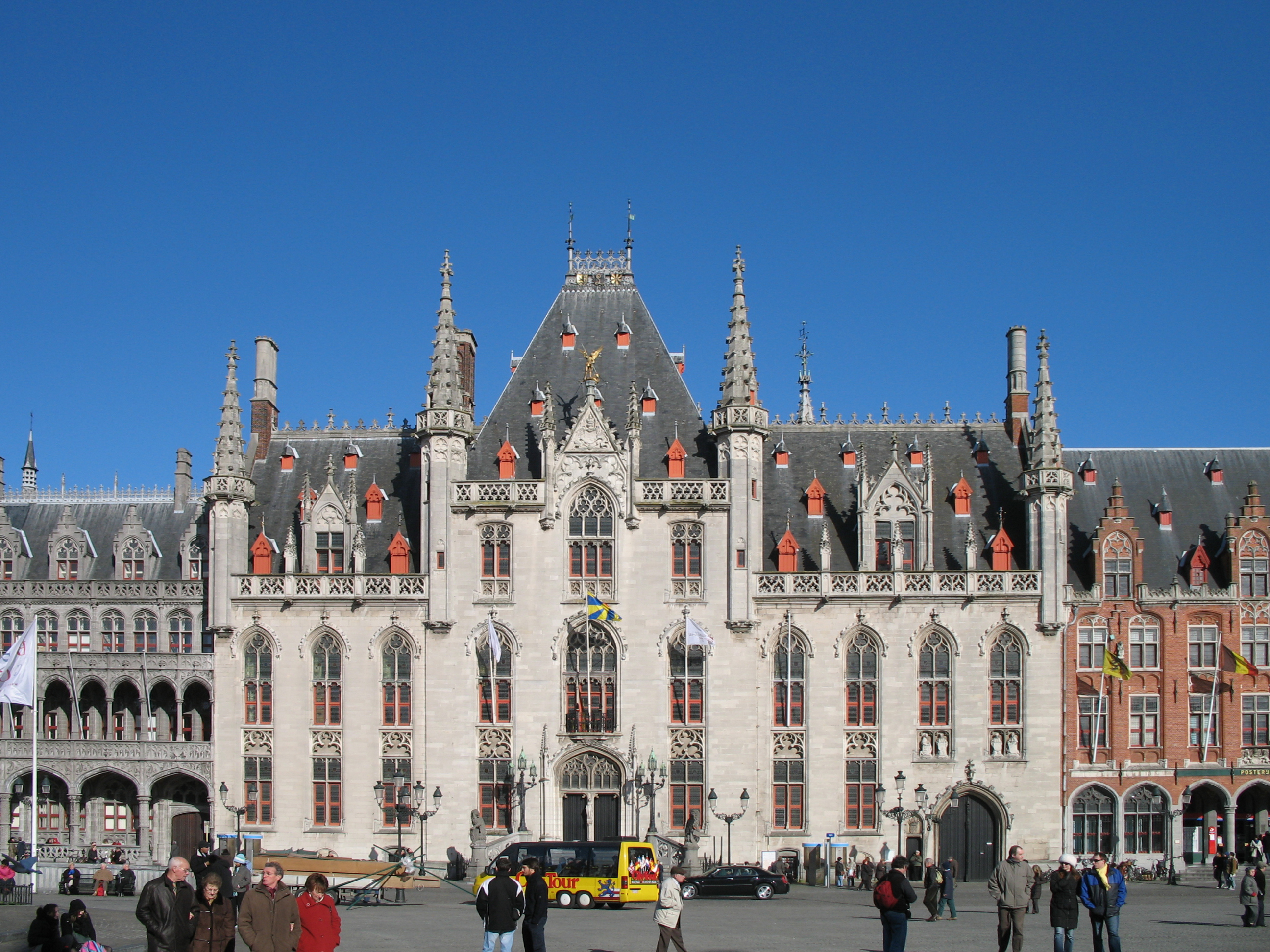
Provinciaal Hof i Brygge
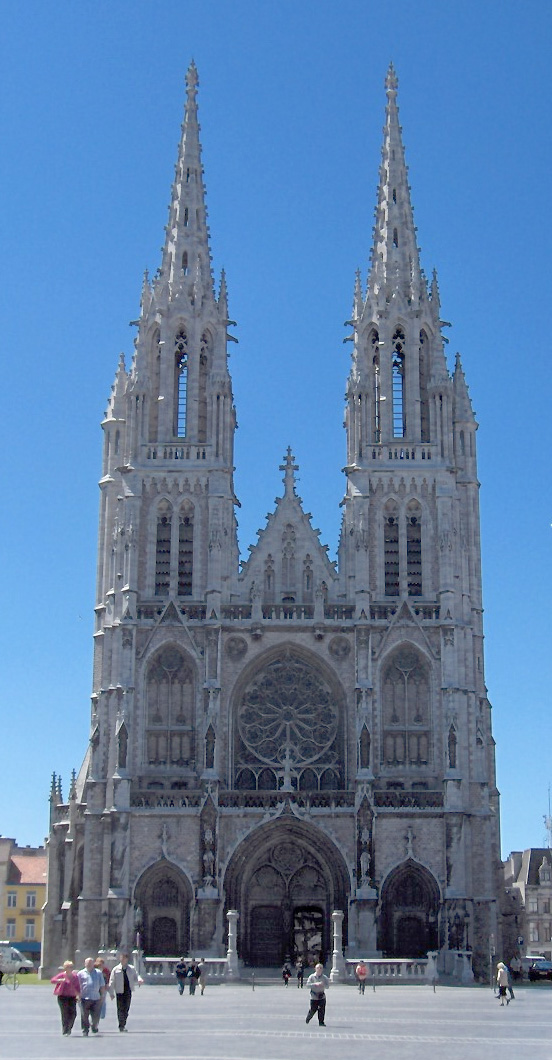
Sint-Petrus-en-Pauluskerk i Ostende